# Neubühl (Helmbrechts)
Neubühl ist ein Wohnplatz der Stadt Helmbrechts im Landkreis Hof (Oberfranken, Bayern). Neubühl liegt in der Gemarkung Oberweißenbach.

## Geografie
Die Siedlung ist mittlerweile als Ortsstraße des Gemeindeteils Helmbrechts aufgegangen. Im Süden grenzen die Sportanlagen des VfB Helmbrechts 98 e. V. an. Im Norden steigt das Gelände zum Stadelberg an (690 m ü. NHN). Dort befindet sich die Sportanlage des TV Kleinschwarzenbach und ein Sendemast. Die Ortsstraße führt zum Lehstener Weg (0,1 km nordöstlich) bzw. nach Oberweißenbach zur Staatsstraße 2195 (0,6 km südwestlich).

## Geschichte
Neubühl wurde in der zweiten Hälfte des 20. Jahrhunderts auf dem Gemeindegebiet von Oberweißenbach gegründet. 1964 galt die Einöde noch als unbewohnt. Im Zuge der Gebietsreform in Bayern wurde Neubühl nach Helmbrechts eingemeindet. Auf einer topographischen Karte des Jahres 1973 erscheint Neubühl als Siedlung.